# 2015년 일본 시리즈
2015년 일본 시리즈(일본어: 2015年の日本シリーズ, 영어: 2015 Japan Series) 또는 SMBC 일본 시리즈 2015(SMBC日本シリーズ2015)는 2015년 10월 24일부터 10월 29일까지 열린 제66회 일본 프로 야구 일본 시리즈 경기이다. 퍼시픽 리그 클라이맥스 시리즈 우승팀 후쿠오카 소프트뱅크 호크스가 총 5차례의 접전을 펼친 끝에 센트럴 리그 클라이맥스 시리즈 우승팀 도쿄 야쿠르트 스왈로스를 누르고 4승 1패의 성적을 기록, 2년 연속 7번째 우승을 차지했다.

## 개요
이 대회에서는 전년도와 마찬가지로 미쓰이스미토모 은행을 타이틀 스폰서로서 ‘SMBC 일본 시리즈 2015’라는 이름으로 개최됐다.
금년도 일본 시리즈는 퍼시픽 리그 클라이맥스 시리즈 우승 팀인 후쿠오카 소프트뱅크 호크스와 센트럴 리그 클라이맥스 시리즈 우승 팀인 도쿄 야쿠르트 스왈로스와의 맞대결이다. 4승 1패의 성적을 기록한 소프트뱅크가 전년도인 2014년에 한신 타이거스와의 맞대결에 이어 2년 연속으로 일본 시리즈 정상에 올랐으며 2년 연속 일본 시리즈 우승을 다른 감독에 의해서 달성된 것은 사상 최초이다(전년도 소프트뱅크 감독은 아키야마 고지).
특히 이 시리즈에서는 정규 시즌에 있어서 리그 우승 팀끼리의 맞대결이 2년 만에 성사됐으며(전년도 일본 시리즈에서는 센트럴 리그 대표가 정규 시즌 우승팀이 요미우리 자이언츠가 아닌 센트럴 리그 클라이맥스 시리즈에서 우승한 정규 시즌 2위팀이었던 한신 타이거스), 소프트뱅크와 야쿠르트로서는 일본 시리즈에서의 첫 맞대결이었다. 또한 양팀 감독인 구도 기미야스(소프트뱅크)와 마나카 미쓰루(야쿠르트)는 공교롭게도 취임 1년째를 맞이한 신인 감독들이다. 11년 전이던 2004년 세이부 vs 주니치(이토 쓰토무·오치아이 히로미쓰)전 이래 4번째인 신인 감독끼리의 맞대결이다. 더 나아가 일본 시리즈 우승을 이끈 소프트뱅크의 구도 감독은 일본 시리즈 역대 10번째가 되는 신인 감독으로서의 시리즈 제패한 감독이 됐다.
퍼시픽 리그 홈 경기(1·2차전)에서는 지명타자(DH) 제도의 사용이 허용됐다. 참고로 이 대회에서는 일본 시리즈 개막을 하루 앞둔 10월 23일에 소집한 감독 회의에서 구도 감독이 예고 선발을 제안했지만 마나카 감독이 이 제안을 거부하면서 합의에는 이르지 못했기 때문에 예고 선발은 이뤄지지 않았다.
소프트뱅크가 야쿠르트를 4승 1패로 누르면서 일본 시리즈 정상에 오르는 위업을 달성하면서 2년 연속이자 팀 통산 7번째(전신인 난카이, 다이에 시대의 각각 2회 우승을 포함)의 일본 시리즈 우승을 달성했다. 일본 시리즈 연패는 1990년(대 요미우리), 1991년(대 히로시마), 1992년(대 야쿠르트)에 3연패를 달성한 세이부 라이온스(당시) 이래 최고 기록이며 소프트뱅크로서는 전신인 난카이, 다이에 시대를 포함해 구단 사상 최초로 일본 시리즈 연속 제패라는 대기록을 세웠다. 또한 12개 구단 가운데서도 5번째로 세운 기록이다. 퍼시픽 리그에서는 과거에 세이부 라이온스(현재의 사이타마 세이부 라이온스), 한큐 브레이브스(현재의 오릭스 버펄로스)가 일본 시리즈 연속 제패 기록을 세운 바 있다. 더욱이 센트럴 리그에서는 요미우리 자이언츠(1965년 ~ 1973년, 9연패)와 히로시마 도요 카프(1979년, 1980년) 두 팀이 일본 시리즈 연패를 달성한 경험이 있는데 히로시마가 1979년과 1980년(대전 상대는 모두 긴테쓰 버펄로스)에 연속 우승한 이후로 센트럴 리그 팀의 연패는 2015년 현재에 이르기까지 연패와 관련된 기록이 나오지 않고 있다.
한편 야쿠르트는 센트럴 리그에선 1976년 요미우리 자이언츠 이래 39년 만에 전년도 최하위 팀이 리그 우승을 달성하면서 일본 시리즈에 진출했다(클라이맥스 시리즈 도입 이후에는 사상 최초이며, 전년도에 2년 연속 최하위였던 팀이 일본 시리즈에 진출한 사례는 2001년 퍼시픽 리그의 오사카 긴테쓰 버펄로스 이래 14년 만이며 역대 두 번째). 일본 프로 야구에서 전년도 최하위 구단이 리그 우승하면서 일본 시리즈에 진출하는 것은 1960년 다이요 웨일스(현재의 요코하마 DeNA 베이스타스), 1975년 히로시마 도요 카프, 1976년 요미우리 자이언츠에 이어 네 번째이며, 퍼시픽 리그에서는 2001년에 오사카 긴테쓰 버펄로스가 기록했다. 그러나 전년도 최하위 구단이 리그 우승을 하고 일본 시리즈에 진출해서 일본 시리즈 정상에 오른 구단은 1960년 일본 시리즈에서 마이니치 다이에이(다이마이) 오리온스를 누른 다이요가 유일하다. 야쿠르트가 일본 시리즈에서 우승했더라면 55년 만의 두 번째로 이 기록을 썼겠지만 결국 이루지 못했다.

## 감독
| 소속 리그   | 소속                       | 감독          |
| ----------- | -------------------------- | ------------- |
| 센트럴 리그 | 도쿄 야쿠르트 스왈로스     | 마나카 미쓰루 |
| 퍼시픽 리그 | 후쿠오카 소프트뱅크 호크스 | 구도 기미야스 |

## 클라이맥스 시리즈경기 결과
|  | CS 퍼스트 | CS 퍼스트                | CS 퍼스트 |  |  | CS 파이널 | CS 파이널                  | CS 파이널 |                            |   | 일본 시리즈 | 일본 시리즈            | 일본 시리즈 |  |
|  |           |                          |           |  |  |           |                            |           |                            |   |             |                        |             |  |
|  | C2        | 요미우리 자이언츠        | 2         |  |  |           |                            |           |                            |   |             |                        |             |  |
|  | C3        | 한신 타이거스            | 1         |  |  | C1        | 도쿄 야쿠르트 스왈로스     | 3+1       |                            |   |             |                        |             |  |
|  |           |                          |           |  |  | C2        | 요미우리 자이언츠          | 1         |                            |   |             |                        |             |  |
|  |           |                          |           |  |  |           |                            |           |                            |   | C1          | 도쿄 야쿠르트 스왈로스 | 1           |  |
|  | P2        | 홋카이도 닛폰햄 파이터스 | 1         |  |  |           |                            | P1        | 후쿠오카 소프트뱅크 호크스 | 4 |             |                        |             |  |
|  | P3        | 지바 롯데 마린스         | 2         |  |  | P1        | 후쿠오카 소프트뱅크 호크스 | 3+1       |                            |   |             |                        |             |  |
|  |           |                          |           |  |  | P3        | 지바 롯데 마린스           | 0         |                            |   |             |                        |             |  |

## 경기 일정
- 1차전 : 10월 24일(후쿠오카 야후오쿠! 돔)
- 2차전 : 10월 25일(후쿠오카 야후오쿠! 돔)
- 3차전 : 10월 27일(메이지 진구 야구장)
- 4차전 : 10월 28일(메이지 진구 야구장)
- 5차전 : 10월 29일(메이지 진구 야구장)

※무승부에 있어서 7차전에서 승부가 나지 않는 경우에는 7차전 다음날에 그 구장에서 8차전을 치른다. 더욱이 9차전이 필요한 경우에는 하루 이동일을 두고서 상대측의 구장에서 경기를 치른다.
※우천 등의 이유로 취소가 됐을 경우에는 그 구장에서 순연하고 일정은 아래와 같다.
- 1·2차전이 취소가 됐을 경우에는 그 구장에서 순연하여 이동일 하루를 두고서 3차전을 실시한다. 이때 5차전과 6차전 사이의 이동일은 마련하지 않는다.
- 3차전 이후에 취소됐을 경우에는 그 구장에서 순연하여 5차전과 6차전 사이의 이동일은 마련하지 않는다.
- 단, 양 구단 사이에서 당일 이동이 불가능한 지역의 경우 2차전과 3차전 사이 및 5차전과 6차전 사이에는 이동일을 마련한다.

### 개시 시간
- 메이지 진구 야구장

3, 4, 5차전 모두 18시 15분에 시작됐다.
- 후쿠오카 야후오쿠! 돔

1, 2차전 모두 18시 30분에 시작됐다.

## 경기 기록
| 일시                                             | 경기   | 원정팀(선공)               | 스코어 | 홈팀(후공)                 | 개최 구장             | 개시 시각 | 경기 시간  | 관중수   |
| ------------------------------------------------ | ------ | -------------------------- | ------ | -------------------------- | --------------------- | --------- | ---------- | -------- |
| 10월 24일(토)                                    | 1차전  | 도쿄 야쿠르트 스왈로스     | 2 - 4  | 후쿠오카 소프트뱅크 호크스 | 후쿠오카 야후오쿠! 돔 | 18시 30분 | 3시간 4분  | 35,732명 |
| 10월 25일(일)                                    | 2차전  | 도쿄 야쿠르트 스왈로스     | 0 - 4  | 후쿠오카 소프트뱅크 호크스 | 후쿠오카 야후오쿠! 돔 | 18시 33분 | 3시간 35분 | 35,764명 |
| 10월 26일(월)                                    | 이동일 | 이동일                     | 이동일 | 이동일                     | 이동일                | 이동일    | 이동일     | 이동일   |
| 10월 27일(화)                                    | 3차전  | 후쿠오카 소프트뱅크 호크스 | 4 - 8  | 도쿄 야쿠르트 스왈로스     | 메이지 진구 야구장    | 18시 20분 | 3시간 38분 | 31,037명 |
| 10월 28일(수)                                    | 4차전  | 후쿠오카 소프트뱅크 호크스 | 6 - 4  | 도쿄 야쿠르트 스왈로스     | 메이지 진구 야구장    | 18시 20분 | 4시간 6분  | 31,288명 |
| 10월 29일(목)                                    | 5차전  | 후쿠오카 소프트뱅크 호크스 | 5 - 0  | 도쿄 야쿠르트 스왈로스     | 메이지 진구 야구장    | 18시 18분 | 3시간 36분 | 31,239명 |
| 우승: 후쿠오카 소프트뱅크 호크스(2년 연속 7번째) |        |                            |        |                            |                       |           |            |          |

## 일본 시리즈 경기 결과

### 1차전
- 10월 24일 - 후쿠오카 야후오쿠! 돔

| 팀 | 1 | 2 | 3 | 4 | 5 | 6 | 7 | 8 | 9 | R | H  | E |
| 야쿠르트 | 0 | 0 | 0 | 0 | 0 | 0 | 0 | 0 | 2 | 2 | 4  | 0 |
| 소프트뱅크 | 0 | 0 | 0 | 3 | 0 | 1 | 0 | 0 | X | 4 | 15 | 1 |
| 승리 투수: 다케다 쇼타(1-0) 패전 투수: 이시카와 마사노리(0-1) 홈런: 야쿠르트 – 하타케야마 가즈히로(9회 2점) 소프트뱅크 – 마쓰다 노부히로(4회 1점) |   |   |   |   |   |   |   |   |   |   |    |   |

#### 득점 경과(1차전)
- 4회말 : 1사에서 마쓰다 노부히로가 1호 솔로 홈런을 때려내며 1점을 선취, 2사에 주자 1·3루 상황에서 다카야 히로아키의 적시 내야 안타로 1점, 가와시마 게이조의 적시타로 1점.
- 6회말 : 2사 주자 2루 상황에서 아카시 겐지의 적시 2루타로 1점.
- 9회초 : 2사에서 하타케야마 가즈히로가 1호 2점 홈런을 때려내며 2점.

### 2차전
- 10월 25일 - 후쿠오카 야후오쿠! 돔

| 팀 | 1 | 2 | 3 | 4 | 5 | 6 | 7 | 8 | 9 | R | H | E |
| 야쿠르트 | 0 | 0 | 0 | 0 | 0 | 0 | 0 | 0 | 0 | 0 | 3 | 0 |
| 소프트뱅크 | 0 | 0 | 0 | 2 | 0 | 2 | 0 | 0 | X | 4 | 8 | 0 |
| 승리 투수: 릭 반덴허크(1-0) 패전 투수: 오가와 야스히로(0-1) 홈런: 소프트뱅크 – 이대호(4회 2점), 나카무라 아키라(6회 1점) |   |   |   |   |   |   |   |   |   |   |   |   |

#### 득점 경과(2차전)
- 4회말 : 무사 주자 1루 상황에서 이대호가 좌측 관중석을 향해 선제 2점 홈런을 기록하여 2점 선취.
- 6회말 : 1사에서 나카무라 아키라의 1호 솔로 홈런으로 1점 추가, 게다가 주자 1·2루 상황에서 후쿠다 슈헤이의 적시타로 1점 추가.

### 3차전
- 10월 27일 - 메이지 진구 야구장

| 팀 | 1 | 2 | 3 | 4 | 5 | 6 | 7 | 8 | 9 | R | H | E |
| 소프트뱅크 | 0 | 2 | 0 | 1 | 1 | 0 | 0 | 0 | 0 | 4 | 8 | 0 |
| 야쿠르트 | 2 | 0 | 1 | 0 | 2 | 0 | 0 | 3 | X | 8 | 8 | 0 |
| 승리 투수: 올랜도 로만(1-0) 패전 투수: 센가 고다이(0-1) 홈런: 소프트뱅크 – 이마미야 겐타(4회 1점), 아카시 겐지(5회 1점) 야쿠르트 – 야마다 데쓰토(1회 2점, 3회 1점, 5회 2점), 하타케야마 가즈히로(8회 1점) |   |   |   |   |   |   |   |   |   |   |   |   |

#### 득점 경과(3차전)
- 1회말 : 1사 주자 1루 상황에서 야마다 데쓰토의 1호 2점 홈런으로 2점 선취.
- 2회초 : 2사 주자 2·3루 상황에서 투수 스기우라 도시히로의 폭투로 1점, 후쿠다의 적시타로 1점.
- 3회말 : 2사에서 야마다의 2연타석 홈런이 되는 2호 솔로 홈런으로 1점.
- 4회초 : 이마미야 겐타의 1호 솔로 홈런으로 1점.
- 5회초 : 아카시 겐지의 1호 솔로 홈런으로 1점.
- 5회말 : 2사 주자 1루 상황에서 야마다의 3연타석 홈런이 되는 3호 2점 홈런.
- 8회말 : 1사에서 하타케야마가 2호 솔로 홈런, 게다가 2사 주자 1·3루 상황에서 나카무라 유헤이의 적시 2루타로 2점.

### 4차전
- 10월 28일 - 메이지 진구 야구장

| 팀 | 1 | 2 | 3 | 4 | 5 | 6 | 7 | 8 | 9 | R | H | E |
| 소프트뱅크 | 1 | 0 | 4 | 0 | 0 | 1 | 0 | 0 | 0 | 6 | 6 | 1 |
| 야쿠르트 | 0 | 0 | 0 | 1 | 0 | 3 | 0 | 0 | 0 | 4 | 9 | 1 |
| 승리 투수: 셋쓰 다다시(1-0) 패전 투수: 다테야마 쇼헤이(0-1) 세이브: 데니스 사파테(1S) 홈런: 소프트뱅크 – 호소카와 도루(6회 1점) |   |   |   |   |   |   |   |   |   |   |   |   |

#### 득점 경과(4차전)
- 1회초 : 이대호가 1사 주자 1·2루 상황에서 좌측 선제 적시타로 1점.
- 3회초 : 이대호가 무사 만루 상황에서 좌중간을 향해 주자 세 명을 모두 홈으로 불러들이는 적시 2루타를 때려 3점, 호소카와가 주자 1·2루 상황에서 적시 2루타로 1점.
- 4회말 : 나카무라가 2루 땅볼 사이에 1점.
- 6회초 : 호소카와 도루가 좌중간을 향해 1점 홈런을 때림.
- 6회말 : 우에다 쓰요시가 무사 만루 상황에서 우측을 가르는 2점 적시 2루타, 가와바타 신고의 유격 땅볼 사이에 1점.

### 5차전
- 10월 29일 - 메이지 진구 야구장

| 팀 | 1 | 2 | 3 | 4 | 5 | 6 | 7 | 8 | 9 | R | H  | E |
| 소프트뱅크                                                                                             | 0 | 0 | 0 | 2 | 2 | 0 | 0 | 0 | 1 | 5 | 10 | 0 |
| 야쿠르트                                                                                               | 0 | 0 | 0 | 0 | 0 | 0 | 0 | 0 | 0 | 0 | 5  | 1 |
| 승리 투수: 제이슨 스탠드리지(1-0) 패전 투수: 이시카와 마사노리(0-2) 홈런: 소프트뱅크 – 이대호(4회 2점) |   |   |   |   |   |   |   |   |   |   |    |   |

#### 득점 경과(5차전)
- 4회초 : 이대호가 1사 주자 3루 상황에서 좌측 관중석을 향해 선제 2점 홈런.[9]
- 5회초 : 아카시가 1사 주자 만루 상황에서 좌측을 가르는 적시타로 1점, 게다가 야나기타 유키의 1루 땅볼 사이에 1점.
- 9회초 : 야나기타가 2사 주자 3루 상황에서 중견수 쪽을 가르는 적시타로 1점.

## 수상 선수

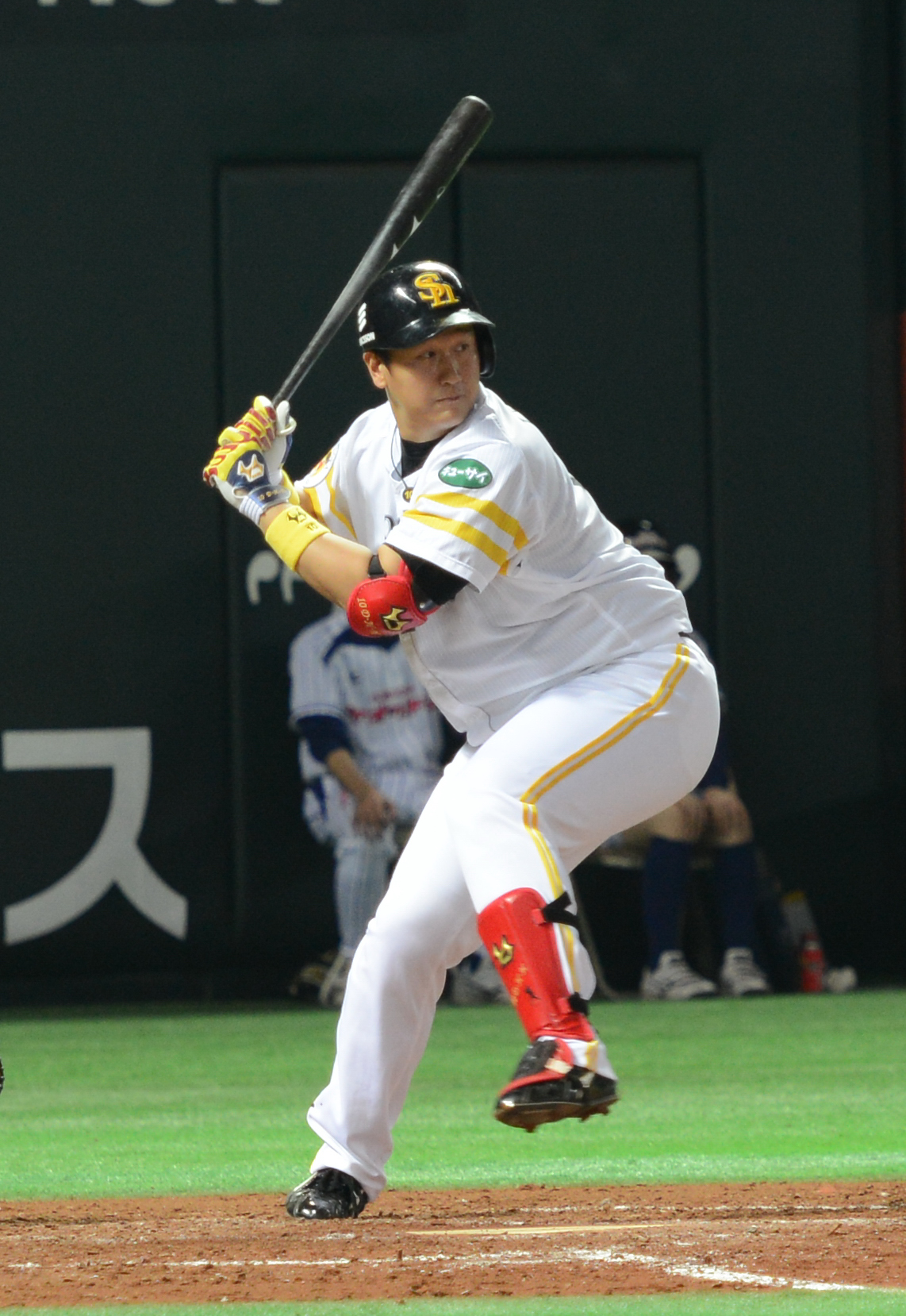
일본 시리즈 MVP 이대호

MVP
- 이대호(소프트뱅크)

감투상
- 야마다 데쓰토(야쿠르트)

우수 선수상
- 다케다 쇼타(소프트뱅크)
- 릭 반덴허크(소프트뱅크)
- 아카시 겐지(소프트뱅크)

## 같이 보기
- 2015년 퍼시픽 리그 클라이맥스 시리즈
- 2015년 센트럴 리그 클라이맥스 시리즈